# Institut für Dokumentologie und Editorik
Das Institut für Dokumentologie und Editorik e.V. (IDE) ist ein Think Tank deutscher Wissenschaftler, der sich mit der Anwendung digitaler Methoden auf Objekte, Dokumente und Texte aus dem Kulturerbe und in den Geisteswissenschaften beschäftigt. Es befasst sich insbesondere mit Bild-Digitalisierung, Transkription, Textkodierung, Textkritik, kritischer Edition, Digitaler Paläografie und Digitaler Kodikologie. Mit seinen Aktivitäten hat es für den Term "Dokumentologie" begriffsbildend gewirkt.
Das IDE wurde 2006 gegründet und trägt auf vielfache Weise zu Forschungsdebatten in den sogenannten Digital Humanities bei. Es fungiert als Herausgeber der institutseigenen Reihe "Schriften des Instituts für Dokumentologie und Editorik", die sowohl im Druck als auch online erscheint. Die Bände der Schriftenreihe werden in deutschen und internationalen wissenschaftlichen Zeitschriften diskutiert und rezensiert. Die Publikationen im Bereich "Paläographie und Kodikologie im Digitalen Zeitalter" haben bislang am meisten Verbreitung gefunden. Neben der Schriftenreihe gibt das IDE seit Juni 2014 außerdem eine Rezensionszeitschrift zur Besprechung von digitalen Editionen und Ressourcen heraus: RIDE - A review journal for digital editions and resources.
Das IDE ist aktiv an internationalen Forschungsnetzwerken beteiligt; seine Mitglieder leisten aktive Beiträge zur aktuellen Forschung (z. B. im Rahmen der Text Encoding Initiative), publizieren Rezensionen und Forschungsartikel, organisieren Konferenzen, Workshops und Sommerschulen. Sie beraten, unterstützen und führen Forschungsprojekte in den Digital Humanities durch.
Für die Initiative Kodikologie und Paläographie im Digitalen Zeitalter erhielt das IDE im Jahre 2008 die J.M.M. Hermans-Förderung der Association Paléographique Internationale (APICES). Die Initiative ist auch von der Gerda Henkel Stiftung gefördert worden.